# Willi Ankermüller
Willi Ankermüller (* 18. März 1901 in Neustadt a.d.Saale; † 7. Juli 1986 in Großhesselohe) war ein deutscher Jurist und Politiker. Er war nach dem Ende des Zweiten Weltkriegs eine der prägenden Figuren beim Wiederaufbau des Parlamentarismus in Bayern und der Frühgeschichte der CSU. 1946 wirkte er an der Ausarbeitung der Bayerischen Landesverfassung mit und gehörte als Abgeordneter dem ersten Landtag nach dem Krieg an. Von 1947 bis 1950 war er Bayerischer Innenminister und in den Jahren 1957/58 Bayerischer Staatsminister der Justiz.

## Leben
Ankermüller studierte nach dem Abitur 1920 in Würzburg Rechts- und Staatswissenschaften. Dort wurde er aktives Mitglied des katholischen Studentenvereins KStV Walhalla Würzburg im KV. 1925 promovierte er über Die vermögensrechtliche Stellung der Religiösen und ihrer Niederlassungen nach dem Codex Juris Canonici und arbeitete zunächst als Amtsvormund und Geschäftsführer des Stadtjugendamts in Schweinfurt. Zwei Jahre später legte er die zweite juristische Staatsprüfung ab und ließ sich in Schweinfurt als Rechtsanwalt nieder. Nach der Machtergreifung der Nationalsozialisten wurde er 1933 kurzzeitig in „Schutzhaft“ genommen. 1938 wurde er in die Wehrmacht einberufen und diente von 1939 bis 1945 als Soldat im Zweiten Weltkrieg.
Er war seit 1926 verheiratet mit Elisabeth geb. Dielmann.

## Politik
Seine politische Laufbahn begann im Frühjahr 1945, als er nach Kriegsende von der US-amerikanischen Militärregierung als Landrat des unterfränkischen Landkreises Hofheim in Unterfranken eingesetzt wurde. Dort war er im Herbst 1945 Mitbegründer des Kreisverbandes der CSU. Im Jahr darauf übernahm er den Posten des Landrats im benachbarten Landkreis Bad Neustadt an der Saale. Seine Kontakte zur Würzburger Gruppe der CSU ebneten Ankermüller den Aufstieg in die bayerische Landespolitik. Im Juni 1946 wurde er in die Verfassunggebende Landesversammlung gewählt, die bis Ende Oktober 1946 eine neue Landesverfassung ausarbeitete. Bei der Volksabstimmung über die Verfassung am 1. Dezember 1946 und der gleichzeitig stattfindenden Landtagswahl wurde Ankermüller in Unterfranken in den ersten Bayerischen Landtag nach Ende des Krieges gewählt und sechs Wochen später zum Staatssekretär in dem von Josef Seifried geleiteten Innenministerium ernannt. Als im September 1947 die SPD aus der Regierung von Hans Ehard ausschied, übernahm er die Nachfolge Seifrieds im Amt des Innenministers. Mit der Neubildung der CSU/SPD-Koalition nach der Landtagswahl 1950 trat er seinen Posten an Wilhelm Hoegner ab.
In der parlamentarischen Arbeit konzentrierte Ankermüller sich fortan auf rechts- und sicherheitspolitische Themen. Er übernahm den Vorsitz im Ausschuss für Sicherheitsfragen und wurde stellvertretender Vorsitzender des Ausschusses für Rechts- und Verfassungsfragen. Zudem diente er von 1950 bis 1962 als nichtberufsrichterliches Mitglied des Bayerischen Verfassungsgerichtshofs.
Im Oktober 1957 zerbrach die von Wilhelm Hoegner geführte Vierparteienkoalition und Hanns Seidel wurde zum neuen Ministerpräsidenten gewählt. Der ebenfalls aus Unterfranken stammende Seidel holte Ankermüller als Bayerischen Justizminister in sein Kabinett. Ihm gehörte er bis zur Landtagswahl im Dezember 1958 an. Im Anschluss an das Ministeramt nahm er seine Tätigkeit als Anwalt wieder auf, blieb aber bis zum Ende der 5. Legislaturperiode im November 1966 Landtagsabgeordneter.

## Auszeichnungen
- 1959: Bayerischer Verdienstorden